# Разточно
Разточно (словац. Ráztočno) — село, громада округу Пр'євідза, Тренчинський край. Кадастрова площа громади — 17.59 км².
Населення 1225 осіб (станом на 31 грудня 2020 року).

## Історія
Разточно згадується 1430 року.

## Населення
| Рік:            | 1994. | 2004.   | 2014.   | 2024.   |
| --------------- | ----- | ------- | ------- | ------- |
| Кількість осіб: | 1173  | 1237    | 1216    | 1238    |
| Різниця:        |       | +5,45 % | -1,69 % | +1,80 % |

| Рік:            | 2023. | 2024.   |
| --------------- | ----- | ------- |
| Кількість осіб: | 1247  | 1238    |
| Різниця:        |       | -0,72 % |